# Méionite
La méionite est un tectosilicate du groupe des scapolites, dont certains exemplaires peuvent contenir des sulfates. C'est le pôle pur carbono-calcique des scapolites.

## Découverte et étymologie
La méionite a été découverte par René Just Haüy en 1801.

Le mot méionite est construit sur le grec μείον (« moins »), en référence au fait qu'elle est moins pyramidale que la vésuvianite.

## Topotype
Mont Somma (Vésuve, Italie).

## Cristallographie
Dimensions de la cellule : a = b = 12,179(1) Å, c = 7,571(1) Å ;

Volume de la cellule : V = 1 122,99 Å3.

## Cristallochimie
Groupe de la scheelite.

## Gîtologie
Présence dans de petites cavités de blocs de roches métamorphiques calcaires ou de roches magmatiques éjectées riches en calcaire.

### Associations
La méionite forme une série continue avec la marialite ; les spécimens intermédiaires sont du type P42/n. On la trouve souvent en association avec certains des minéraux suivants : plagioclase, grenat, pyroxène, amphibole, apatite, titanite et zircon.

## Synonymes
- Wernérite.

## Gisements
Afrique du Sud, Allemagne, Antarctique, Australie, Autriche, Brésil, Canada, Espagne, Inde, Italie, Japon, Mexique, Namibie, Norvège, Pologne, Russie, Suède, Suisse, États-Unis.

## Utilisation
Un peu de joaillerie mais essentiellement à titre d'échantillon minéralogique.